# Ottokar Lorenz

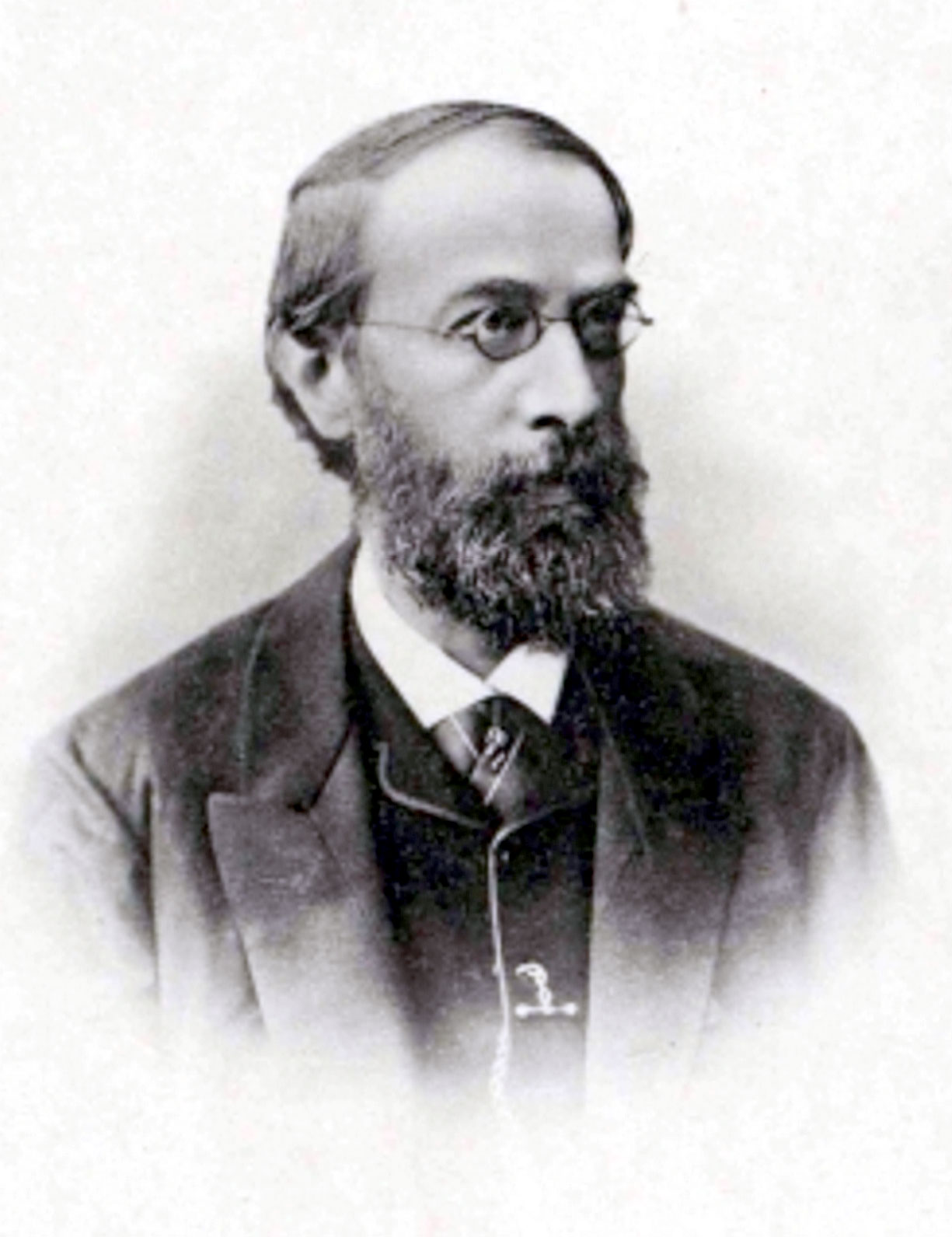
Ottokar Lorenz

Ottokar Lorenz (Iglau, 17 de septiembre de 1832 – Jena 13 de mayo de 1904) fue un historiador y genealogista austríaco-alemán.
Estudió filología, historia y filosofía en Viena, teniendo entre sus profesores a Hermann Bonitz, Joseph Aschbach y Albert Jäger. Entre 1861 y 1885, Lorenz fue profesor de historia en la Universidad de Viena, siendo nombrado rector en 1880. Posteriormente pasó a ser profesor en la Universidad de Jena.
Se le considera el fundador de la "genealogía científica".
Su hijo, Richard Lorenz, fue un importante químico (1863-1929).

## Obras
- Deutsche Geschichte im 13. und 14. Jahrhundert, dos volúmenes (1863–67).
- Drei Bücher Geschichte (1876; segunda edición en 1879).[2]
- Deutschlands Geschichtsquellen im Mittelalter seit der Mitte des 13. Jahrhunderts [German history from the middle of the 13th Century]. W. Hertz., dos volúmenes, 1886–87.
- Geschichte des Elsasses; coautor con Wilhelm Scherer, tercera edición en 1886.[3]
- Genealogisches Handbuch der europäischen Staatengeschichte, (1892).
- Lehrbuch der wissenschaftlichen Genealogie, (1898).